# Rana demarchii
Rana demarchii é uma espécie de anura da família Ranidae.
É endémica da Eritreia.